# Dweir Elmashayekh
Dweir Elmashayekh (tiếng Ả Rập: دوير المشايخ) là một ngôi làng Syria nằm ở phó huyện Wadi al-Uyun ở huyện Masyaf, Hama. Theo Cục Thống kê Trung ương Syria (CBS), Dweir Elmashayekh có dân số 692 trong cuộc điều tra dân số năm 2004.